# Panta rhei (Ensemble)
panta rhei war ein deutsches Blockflöten-Quintett.
Die Gruppe ist 1995 in Berlin gegründet worden. Sie spielte auf nach alten Bauplänen rekonstruierten Renaissance-Instrumenten und war bis 2013 tätig.

## Repertoire
Die Erschließung und Pflege der Musik der Renaissance und des frühen Barocks war ein Hauptanliegen der Gruppe. Zu ihrem Repertoire gehörten Werke von Josquin Desprez, Heinrich Finck, Adam Gumpelzhaimer, Hans Leo Hassler, Valentin Haussmann, Paul Hofhaimer, Heinrich Isaak, Caspar Othmayr, Michael Praetorius, Ludwig Senfl und Tielman Susato.
Der Höhepunkt der 2007er Konzertsaison der Gruppe war das Konzert zum 20-jährigen Jubiläum des Deutschen Historischen Museums am 27. Oktober.

## Ensemblemitglieder
Zur Gruppe gehörten Gabriele Bultmann, Robert Colban, Juliane Ebeling, Christian Hagitte und Margarete Sendelbach.

## Diskografie
- 2003: Tickle my Toe